# 피직스 레터즈
《피직스 레터즈》(Physics Letters)는 1962년부터 발행된 과학 저널로 1966년까지 발행되다 그후 현재까지는 아래 두 개의 시리즈로 분리되어 발행되고 있다.
- 《피직스 레터즈 A》: 응집 물질 물리학, 이론 물리학, 비선형 과학, 통계 물리학, 수리 및 전산 물리학, 일반 및 학제간 물리학(기초 포함), 원자, 분자 및 클러스터 물리학, 플라즈마 및 유체 물리학, 광학 물리학, 생물 물리학 그리고 나노과학.[2]
- 《피직스 레터즈 B》: 핵물리학, 이론 핵물리학, 실험적 고에너지 물리학, 이론 고에너지 물리학, 천체물리학.[3]

《피직스 레터즈 B》는 SCOAP3 계획의 일부이다.

## 같이 보기
- 엘스비어에서 발행하는 정기 간행물 목록